# Thomas Hennen
Thomas John Hennen (Albany, 17 augustus 1952) is een Amerikaans voormalig ruimtevaarder. Hennen zijn eerste en enige ruimtevlucht was STS-44 met de spaceshuttle Atlantis en begon op 24 november 1991. Deze missie werd uitgevoerd in opdracht van het United States Department of Defense. Tijdens de missie werd een satelliet van het Defense Support Program (DSP) in een baan rond de aarde gebracht.
Hennen werd in 1988 geselecteerd door NASA. In 1991 verliet hij NASA en ging hij als astronaut met pensioen.